# Programma Aurora

Programma Aurora. (Foto: ESA - P. Carril)

Il Programma Aurora dell'Agenzia Spaziale Europea era un ambizioso programma di esplorazione spaziale basato su sonde automatiche e esplorazione umana del Sistema solare e in particolare del pianeta Marte, alla ricerca di tracce di vita in altri mondi oltre alla Terra.
Il programma iniziò nel 2001 con l'approvazione dei ministri di diversi paesi della comunità europea, ai quali si è aggiunto il Canada, che avrebbe collaborato anch'esso con la ESA. Erano previste diverse missioni di approccio a Marte, e una spedizione umana per il pianeta rosso nel 2030.

## Missioni
La prima missione sarebbe dovuta essere ExoMars, una doppia missione robotica su Marte realizzata in collaborazione con l'Agenzia Spaziale Russa (Roskosmos). Essa è costituita dall'orbiter ExoMars Trace Gas Orbiter, un lander (Schiaparelli lander), lanciato nel 2016, ed il rover Rosalind Franklin, il cui lancio è previsto per il 2028.

Il lancio della prima è avvenuto il 14 marzo 2016, il lander si è schiantato sul suolo marziano il 19 ottobre 2016, ma l'orbiter sta continuando la sua missione che prevede l'arrotondamento dell'orbita mediante l'aerofrenaggio ed il futuro relay delle comunicazioni con Terra del rover; rover che è previsto arrivi con la missione successiva.
Un'altra missione robotica su Marte è la Mars Sample Return, che prevede il ritorno a Terra della sonda con i campioni recuperati su Marte. Più a lungo termine è una missione spaziale umana, che secondo piani del 2005 avrebbero dovuto portare l'uomo su Marte nel 2030.

### Missioni Arrow
Le Missioni Arrow sono delle dimostrazioni tecniche concentrate sullo sviluppo di tecnologie necessarie per le missioni principali. Le missioni Arrow  approvate al 30 gennaio 2003 erano:
- Earth re-entry vehicle/capsule, un componente che verrà utilizzato nella missione Mars Sample Return.
- Mars aerocapture demonstrator, un futuro sviluppo della tecnica che utilizza l'atmosfera del pianeta di arrivo per rallentare la sonda e porla in orbita. (Questa missione sembra verrà modificata e ampliata nella nuova missione che sperimenterà aerobraking / aerocapture, propulsione elettrica solare e atterraggio morbido.[7]

## Piano di sviluppo
Il piano di sviluppo proposto (considerando gli ultimi aggiornamenti rilasciati) comprende:
- 2016/2022 – ExoMars, e Mars rover. Gli obiettivi scientifici includono studi exobiologici e studi della superficie di Marte.
- 2020/2022 - Missione Mars Sample Return.
- 2022 – Una dimostrazione tecnica di aerobraking/aerocapture, propulsione elettrica solare e atterraggio morbido.
- 2024 – Missione umana sulla Luna.
- 2026 – Missione automatica su Marte.
- 2030/2033 – Prima missione umana su Marte, sarà una missione divisa in più lanci.